# Sonerila
Sonerila es un género  de plantas fanerógamas pertenecientes a la familia Melastomataceae. Comprende 38 especies descritas y de estas, solo 6 aceptadas.

## Taxonomía
El género fue descrito por William Roxburgh y publicado en Flora Indica; or descriptions of Indian Plants 1: 180. 1820.

## Especies aceptadas
A continuación se brinda un listado de las especies del género Sonerila aceptadas hasta febrero de 2013, ordenadas alfabéticamente. Para cada una se indica el nombre binomial seguido del autor, abreviado según las convenciones y usos:
- Sonerila cantonensis Stapf
- Sonerila erecta Jack
- Sonerila hainanensis Merr.
- Sonerila maculata Roxb.
- Sonerila plagiocardia Diels
- Sonerila primuloides C.Y. Wu ex C. Chen